# ゼイビア・ヘンリー
ゼイビア・ヘンリー（Xavier Henry、1991年3月15日 - ）は、ベルギー・ヘント生まれ、アメリカ合衆国・オクラホマ州オクラホマシティ出身の元バスケットボール選手。
"ザビエル・ヘンリー"、あるいは"ザビエ・ヘンリー"と表記されることもある。

## 来歴
ゼイビア・ヘンリーは、バスケットボール選手だった父ゲイリーがベルギーでプレーしていた時に、ヘントで産まれ、オクラホマシティで育つ。高校も地元の高校で活躍し、2009年のマクドナルド・オール・アメリカンゲームのメンバーに選出されるなど、有望株として注目された。大学は両親の母校でもあるカンザス大学に進学。1年生ながらレギュラーとして活躍した。

### カレッジ個人成績
| シーズン | チーム       | GP | GS | MPG  | FG%  | 3P%  | FT%  | RPG | APG | SPG | BPG | PPG  |
| -------- | ------------ | -- | -- | ---- | ---- | ---- | ---- | --- | --- | --- | --- | ---- |
| 2009–10  | カンザス大学 | 36 | 36 | 27.5 | .458 | .418 | .783 | 4.4 | 1.5 | 1.5 | .5  | 13.4 |

### NBA
1年プレーしただけで2010年のNBAドラフトにアーリーエントリーを表明。全体12位でメンフィス・グリズリーズに指名された。
2012年1月4日、三角トレードでニューオーリンズ・ホーネッツに移籍。しかし、出場機会に恵まれず、契約は3年で打ち切られた。
2013年9月5日、ロサンゼルス・レイカーズと1年契約。翌年7月25日にレイカーズと再契約 するも、11月24日に練習中に左足アキレス腱を断裂重傷を負い、28日に解雇された。
2015年10月16日、ゴールデンステート・ウォリアーズと契約するも、4日後に解雇され、傘下のサンタクルーズ・ウォリアーズに提携選手として送られ、1シーズンプレーした。

### NBA個人成績

#### レギュラーシーズン
| シーズン | チーム                       | GP  | GS | MPG  | FG%  | 3P%  | FT%  | RPG | APG | SPG | BPG | PPG  |
| -------- | ---------------------------- | --- | -- | ---- | ---- | ---- | ---- | --- | --- | --- | --- | ---- |
| 2010–11  | メンフィス・グリズリーズ     | 38  | 16 | 13.9 | .406 | .118 | .635 | 1.0 | .5  | .3  | .1  | 4.3  |
| 2011–12  | ニューオーリンズ・ホーネッツ | 45  | 0  | 16.9 | .395 | .412 | .612 | 2.4 | .8  | .6  | .2  | 5.3  |
| 2012–13  | ニューオーリンズ・ホーネッツ | 50  | 2  | 12.5 | .410 | .364 | .630 | 1.8 | .3  | .3  | .1  | 3.9  |
| 2013–14  | ロサンゼルス・レイカーズ     | 43  | 5  | 21.1 | .417 | .346 | .655 | 2.7 | 1.2 | 1.0 | .2  | 10.0 |
| 2014–15  | ロサンゼルス・レイカーズ     | 9   | 0  | 9.6  | .231 | .000 | .583 | .4  | .3  | .3  | .0  | 2.2  |
| Career   |                              | 185 | 23 | 15.7 | .406 | .325 | .635 | 1.9 | .6  | .5  | .1  | 5.7  |